# Francesc Abad
Francesc Abad Gómez (Tarrasa, Barcelona; 1944) es un artista español representante del arte conceptual, el body art y el land art. 

## Trayectoria
Proveniente de una familia obrera, comenzó a trabajar muy joven en la industria textil por entonces predominante en la zona. Esta experiencia afectaría todo su trabajo, visible en determinadas piezas textiles como "El espíritu de la utopía", y su visión del mundo. Poco después, pudo distanciarse del trabajo en la fábrica, pasando a estudiar en la Escuela de Artes y Oficios de Tarrasa y en el Centro de Documentación Pedagógica de París. En 1972 se instaló durante cierto tiempo en Nueva York. A su regreso, se involucró en el Grup de Treball, junto a artistas como Jordi Benito, Antoni Muntadas, Angels Ribé o Francesc Torres. Entró en el mundo del arte a través de la pintura, caracterizada por la simplificación de formas y la reducción del color. Más tarde se pasó al arte conceptual y a la realización de happenings e instalaciones. Destacó en acciones que pretendían renovar la percepción del cuerpo y su capacidad de transformación, el cuerpo como objeto de la obra de arte, para poner de relieve su alienación de la vida cotidiana, como Contar y numerar una parte del brazo por los asistentes (1 de diciembre de 1973).
Su proceso de trabajo camina en paralelo al de muchos artistas conceptuales de su época. Años después declararía: “Para mí, la realización del arte se basa en una sucesión escalonada, progresista, que se inicia en una propuesta, se estructura en un proyecto y busca una documentación que me proporcione un conocimiento, del que derivo una reflexión/intención, manifestada en un pensamiento a través de la imagen, que quiere ser reflejo de la realidad”.
Durante décadas, combinó su trabajo como artista con el de profesor de arte en la escuela secundaria Aula, un centro privado cercano a las elites barcelonesas, lo que le permitió distanciarse del mercado convencional del arte y de sus mecanismos de visibilidad habituales. Este hecho, que dotó a su obra de mayor reflexión y potencia, queda recogido en su monumental pieza Nóminas. Mi espacio productivo / económico (1973-2009), conservada en el MACBA, que muestra el conjunto de sus nóminas u hojas de salario recibidas a lo largo de su vida.
Uno de sus trabajos más reconocidos es El Campo de la Bota, proyecto basado en los sucesos del Campo de la Bota de Barcelona, la playa donde entre 1939 y 1952 el franquismo fusiló al menos 1704 personas. Abad quiso rescatar del olvido estos sucesos a partir de las obras del Fórum Universal de las Culturas de 2004 en los terrenos de tan mal recuerdo para los barceloneses. La exposición es un conjunto de documentos y testimonios de familiares o amigos de las víctimas, y se presentó en Gerona, el Prat de Llobregat, Manresa y Barcelona; el 27 de julio de 2007 el artista donó la obra al Museo de Arte Contemporáneo de Barcelona (MACBA).
También ha trabajado intensamente en el legado del pensamiento de Walter Benjamin, del que se declara admirador al considerarle el punto de partida de gran parte del pensamiento contemporáneo. No solo estudia sus ideas, sino también su forma de analizar la realidad, a la que se siente cercana, y, sobre todo, las circunstancias de su aciaga muerte en Port Bou cuando huía de la persecución nazi. Gran parte de ese trabajo está recogido en proyectos en línea, como el Block W.B.

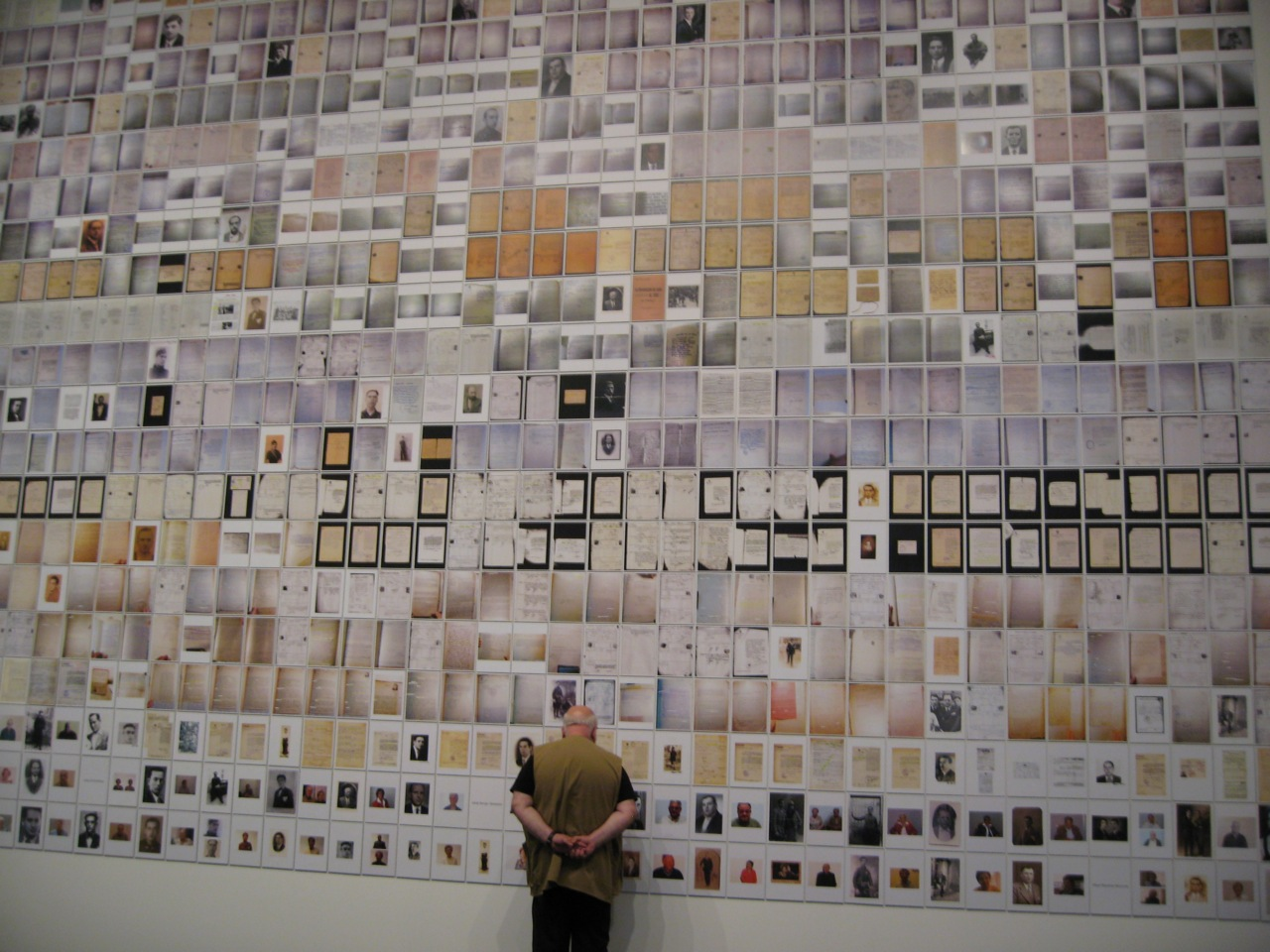
El Campo de la Bota, Idea-projecte de Francesc Abad
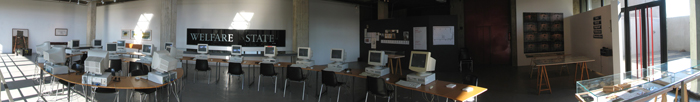
Exposición block W.B.de Francesc Abad, Museu de Granollers, 2006 [Foto:P.Cornellas]

## Exposiciones individuales
- 1971 Formes Primàries, Ateneo de Madrid.
- 1977 Homenatge a l'home del carrer, Sala Tres, Sabadell. Crònica d'una situació, Amics de les Arts, Tarrasa.
- 1978 Les setrilleres, Institut Industrial, Tarrasa. Degradació de la Natura, Espai b5-125, Universidad Autónoma de Barcelona, Bellaterra.
- 1981 Material Humà, Metrònom, Barcelona.
- 1984 Have a good time, Galería Canaleta, Figueras.
- 1986 Parany, Espai d'anar i tornar, Coŀegio de Aparejadores de Barcelona. Entropia, Sala Muncunill, Tarrasa.
- 1987 Paisatges paraŀlels, Sala Fortuny, Reus.
- 1987-1988 Dinosaures, Pertorbacions irreversibles, Fundació Caixa de Pensions de Barcelona.
- 1988 L'esperit de la utopia. Sala Parpalló, Valencia. La Torre de l'Àngel, Subjecte-Objecte, Museu d'Art Espai-83, Sabadell.
- 1989 Europa Arqueologia de Rescat. Metrònom, Barcelona. Arteleku Guipuzkoako Foru Aldundia, San Sebastián. Sala de Exposiciones Centro Insular de Cultura (CIC), Cabildo Insular de Gran Canaria, Las Palmas de Gran Canaria. Monasterio de Veruela. Diputación de Zaragoza.
- 1990 Bildung: La imagen del pensamiento, Galería Alfonso Alcolea, Barcelona.
- 1991 La línia de Portbou, Homenaje a Walter Benjamin, Ayuntamiento de Barcelona. One man show, ARCO'91. Galería Alfonso Alcolea, Madrid. Endstation Portbou, Hommage für Walter Benjamin, Historisches Museum, Fráncfort del Meno.
- 1992 Portbou-ko muga, Walter Benjamin Omenaldia. Arteleku, San Sebastián. Entorn al caos, Galería Alfonso Alcolea, Barcelona. Haags Centrum, La Haya, Países Bajos. S.A., Fundación Municipal de Gijón. La paraula i el paisatge, Trayecto, Vitoria.
- 1994 Solo cum solo, Centro de Arte Contemporáneo Le Magasin, Grenoble.
- 1996 Continuum, Tres discursos indirectos, Francesc Abad, Esther Ferrer, Concha Jerez. Trayecto, Vitoria. Elogi a l'ombra, Galería Tristan Barbara, Barcelona. Lluc Fluxá Galería, Palma de Mallorca. Museu d'Art de Girona. Denise Van de Velde, Aalst, Bélgica. Paisatge, Capella de Sant Corneli, Cardedeu. Un alè d'aire, Sala Muncunill, Terrasa. Elogi a l'ombra, Galería Soler-Casamada, Tarrasa. Hotel Europa, Tinglado 2, Tarragona.
- 1997 Un ull que no forma part del món, Palacio de la Virreina, Barcelona. Denken Danken, Galería Metropolitana, Barcelona.
- 1998 La paraula i el món, Espais, Girona. Flandes Stedelig Museum Oud-Hospitaal, Aalst, Bélgica.
- 1999 Visions de futur, La paraula i el Món, Institut d'Estudis Ilerdencs, Lérida.
- 2000 La Paraula i el Món, Sa Nostra, Ibiza. Wart War, Instalación interactiva, Media terra 2000, Atenas, Grecia.
- 2001 Wart War, Instalación interactiva, Sala Reus.
- 2002 Conjunciones Copulativas, Metrònom, Barcelona. Utopia i Adaptació, dentro del proyecto Espais Obrats Can Paulet, Mataró. Wart War, instalación interactiva, El Roser, Lérida. Espais obrats, Can Palauet, Mataró.
- 2004-2007 El Camp de la Bota, Torre Muntadas, El Prat del Llobregat. Museu Comarcal de Manresa. Can Sistère, Santa Coloma de Gramanet. Museu del Vi, Villafranca del Panadés. Museu d'Història de la Immigració de Catalunya, Masia de Can Serra, San Adrián de Besós. Museu de Mataró. Museu/Sala Caixa de Manlleu. Roda de Ter. Museu Abelló, Mollet del Vallés. Sala Muncunill, Tarrasa.